# Mario Daser
Mario Daser (* 14. November 1988 in München) ist ein deutscher Boxer im Schwergewicht.

## Karriere
Daser wuchs im Hasenbergl auf. Als Kind wollte Daser Kfz-Mechaniker werden.
Der 1,93 Meter große Daser begann seine Boxkarriere in der Münchner Boxfabrik am Frankfurter Ring, wo er sich mit 19 Jahren dem Chef vorstellte.
Daser debütierte am 21. Mai 2009 als Profi. Bis Oktober kämpfte er sechsmal im Ring, sechsmal siegte er. Dennoch war er unzufrieden, da er kostenlos für Suttner arbeiten musste. Er war in mehrere Schlägereien verwickelt, was zu einer 11 Monate langen Gefängnisstrafe führte. Ein an Horst Seehofer adressiertes Gnadengesuch wurde abgelehnt, sodass er die gesamte Strafe absaß. Durch diese Erfahrung wagte er einen Neuanfang und konzentrierte sich ganz auf den Boxsport. Im Sommer 2011 gewann er vier weitere Kämpfe. Doch Daser hörte auf und wurde Geschäftsführer des von seinem Vater gegründeten Kieswerks. 2016 folgte nach einem Training beim Hamburger Boxpromoter Erol Ceylan das Comeback, das er nach Punkten gegen den Schweden Alexander Todorovic gewann. Es folgten zwei weitere Siege gegen Drazan Janjanin und Ola Afolabi.
2018 siegte er in einem Boxkampf in Trabzon über Claudio Morroni Porto.
Neben dem Boxsport ist er weiterhin  Geschäftsführer eines Kieswerks. Außerdem ist er an Immobilien in Dubrovnik und Augsburg beteiligt.
Im August 2019 wurde Mario Daser im Unterallgäu wegen Verdachts auf schweren Betrug verhaftet und in Untersuchungshaft verbracht. Dies steht in Zusammenhang mit seiner Tätigkeit als "Attaché für Kultur und Sport" der Botschaft von Guinea-Bissau. Daser hatte, zusammen mit zwei anderen Männern, versucht, einen bayerischen Fleischunternehmer dazu zu bringen, 1,5 Millionen Euro für ein Exportgeschäft zu investieren, um damit vermeintlich Zugang zum Fleischmarkt von Guinea-Bissau und weiteren Ländern zu bekommen. Zusätzlich versprach man dem Fleischunternehmer, ihn zum Botschafter von Guinea-Bissau zu machen und ihm entsprechende Privilegien wie den Diplomatenstatus zukommen zu lassen. Dieser erstattete nach einer gewissen Zeit Anzeige gegen Mario Daser, da nach seiner vorläufigen Investition von 800.000 Euro bei dem Geschäft nichts voranging. Im Juli 2020 kam er wieder auf freien Fuß.

## Statistik
| Jahr | Tag         | Ort                                              | Gegner/Kampfziel      | Ergebnis für Daser      |
| ---- | ----------- | ------------------------------------------------ | --------------------- | ----------------------- |
| 2009 | 21. Mai     | Festzelt, Wertingen, Deutschland                 | Ramazan Oezsevgec     | Sieg/TKO in Runde 1     |
| 2009 | 24. Mai     | Festzelt, Grafing, Deutschland                   | Robert Igrec          | Punktsieg (4 Runden)    |
| 2009 | 26. Juli    | Festzelt, Geretsried, Deutschland                | Frank Pflegel         | Punktsieg (4 Runden)    |
| 2009 | 15. August  | Festzelt, Friedberg, Deutschland                 | Pajo Peci             | Sieg/TKO in Runde 2     |
| 2009 | 3. Oktober  | Festzelt, Ludwigshafen, Deutschland              | Jermaine Bland        | Punktsieg (4 Runden)    |
| 2009 | 4. Oktober  | Amberger Herbstdult, Amberg, Deutschland         | Julius Pokos          | Sieg/TKO in Runde 1     |
| 2011 | 2. Juni     | Trudering, München, Deutschland                  | Jermaine Bland        | Punktsieg (4 Runden)    |
| 2011 | 13. Juni    | Festzelt Unterschleissheim, München, Deutschland | Adrian Cerneaga       | Punktsieg (4 Runden)    |
| 2011 | 19. Juni    | Festzelt Geisenfeld, Ingolstadt, Deutschland     | Adrian Cerneaga       | Sieg/TKO (Runde 3)      |
| 2011 | 16. Juli    | Olympia-Eissportzentrum, München, Deutschland    | Jermaine Bland        | MD nach 6 Runden        |
| 2016 | 4. August   | ECB Boxgym, Hamburg, Deutschland                 | Alexander Todorovic   | Punktsieg nach 6 Runden |
| 2016 | 28. Oktober | Zirkuszelt, Hamburg, Deutschland                 | Drazan Janjanin       | RTD in Runde 2          |
| 2017 | 19. Mai     | Barclaycard Arena, Hamburg, Deutschland          | Ola Afolabi           | Sieg/TKO in Runde 3     |
| 2018 | 19. Mai     | Spor Salonu, Trabzon, Türkei                     | Claudio Morroni Porto | Sieg/KO in Runde 1      |